# Повчено
Повчено (словен. Povčeno) — поселення в общині Лашко, Савинський регіон, Словенія. Висота над рівнем моря: 367,2 м.